# Youssef Chadid
Youssef Chadid (ur. 23 września 1962 w Maroku) – imam poznańskiej wspólnoty muzułmańskiej, dyrektor Muzułmańskiego Centrum Kulturalno-Oświatowego, przewodniczący Rady Naczelnej Ligi Muzułmańskiej w RP.

## Życiorys
Pochodzi z Casablanki w Maroku. Do Polski wyemigrował w 1994 roku. Początkowo mieszkał w Białymstoku, później przeprowadził się do Poznania, gdzie ukończył arabistykę na Uniwersytecie im. Adama Mickiewicza. Jest także absolwentem Instytutu Nauk Humanistycznych i Islamistycznych we Francji. Pracował jako nauczyciel języka francuskiego. W 2006 roku zaangażował się w zorganizowanie w Poznaniu ośrodka muzułmańskiego. Funkcję imama w meczecie na Łazarzu przejął po Husamie Freikhu. Obecnie (2017) pełni funkcję dyrektora Muzułmańskiego Centrum Kulturalno-Oświatowego, w ramach którego organizowane są spotkania i wykłady nt. religii muzułmańskiej, prowadzone przez imama.
Youssef Chadid należy także do Stowarzyszenia Studentów Muzułmańskich (gdzie zasiada w komisji rewizyjnej) oraz Muzułmańskiego Stowarzyszenia Kształtowania Kulturalnego. Ma polskie obywatelstwo, jest żonaty i ma dwójkę dzieci.
W 2017 roku stał się obiektem ataków i pogróżek po publikacji w internecie filmu będącego montażem fragmentów wypowiedzi innego duchownego muzułmańskiego z dodatkowym negatywnym komentarzem anonimowego autora montażu z offu. Imam zgłosił do prokuratury otrzymywane pogróżki oraz film, a władze miasta poprosiły policję o objęcie ochroną budynku Centrum Kulturalno-Oświatowego. W obronie imama zorganizowano pikietę na placu Wolności w Poznaniu.